# Relações entre Cuba e Japão
As relações entre Cuba e Japão referem-se as relações bilaterais entre Cuba e o Japão. As relações diplomáticas entre os dois países foram estabelecidas em 21 de dezembro de 1929. As relações foram temporariamente suspensas devido à Segunda Guerra Mundial, mas as relações diplomáticas foram retomadas em 21 de novembro de 1952.

## História

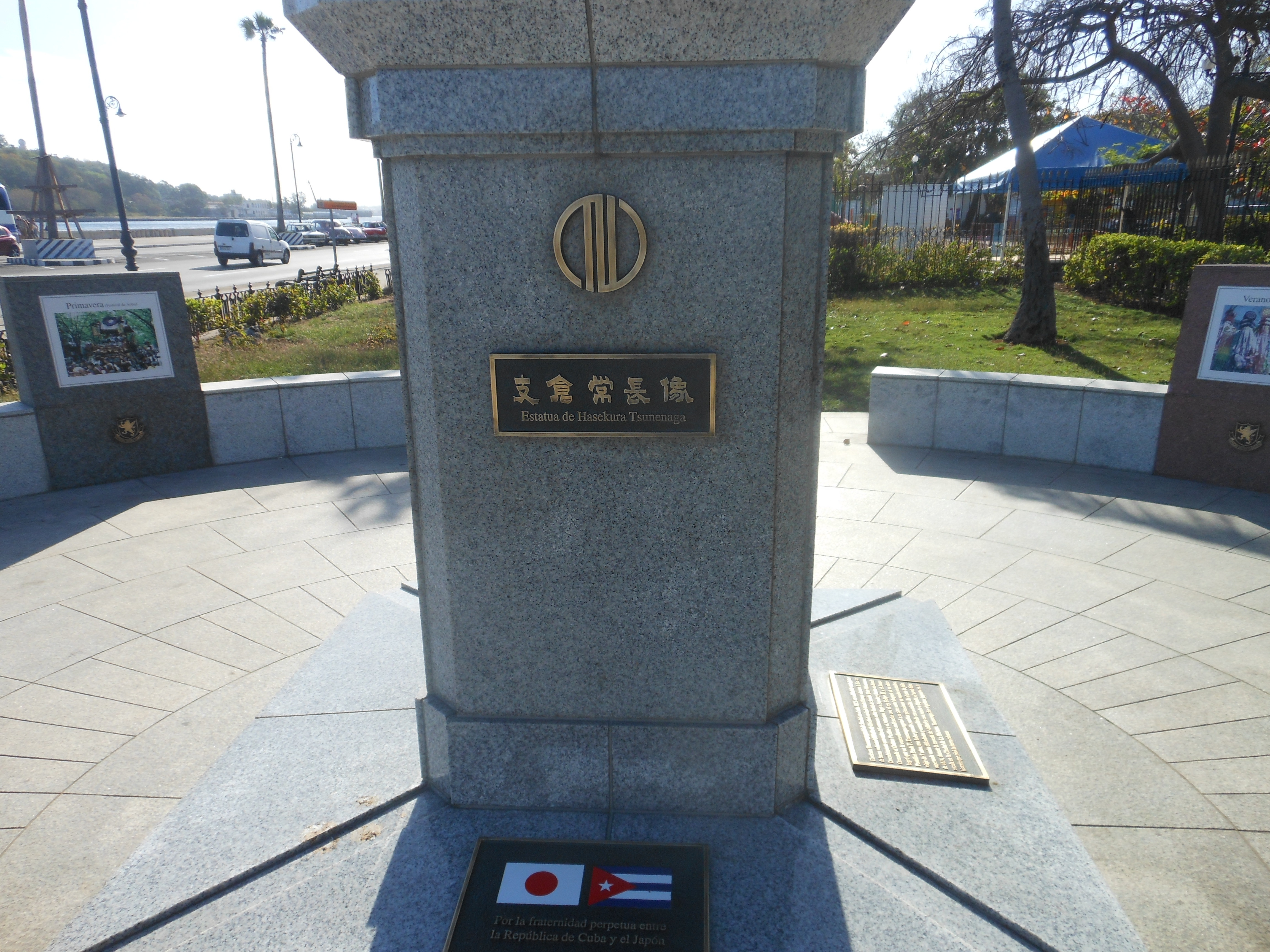
Estátua de Hasekura Tsunenaga: "Pela fraternidade perpétua entre a República de Cuba e o Japão".

### Da Restauração Meiji ao fim da Segunda Guerra Mundial (1868–1945)
Em 1898, cerca de 30 anos antes das relações diplomáticas formais, os imigrantes agrícolas japoneses estabeleceram-se pela primeira vez em Cuba. Em 1998, foram realizados diversos eventos culturais para comemorar o centenário da imigração japonesa em Cuba.
Em 21 de dezembro de 1929, foram oficialmente estabelecidas relações diplomáticas entre Cuba e o Japão. No entanto, a expansão do teatro do Pacífico da Segunda Guerra Mundial em 8 de dezembro de 1941, quando a Marinha Imperial Japonesa atacou Pearl Harbor no Havaí, um território (agora um estado) dos Estados Unidos, causou uma ruptura nas relações amistosas. entre os dois países. No dia seguinte, 9 de dezembro de 1941, Cuba rapidamente esclareceu a sua posição, juntou-se aos Aliados e declarou guerra ao Japão. O Japão e Cuba não mantiveram relações diplomáticas durante a Segunda Guerra Mundial e, em 15 de agosto de 1945, o Japão aceitou a Declaração de Potsdam e rendeu-se aos Estados Unidos e aos Aliados.

### Da retomada das relações diplomáticas ao fim da Guerra Fria (1952–1989)
Com a entrada em vigor do Tratado de Paz de São Francisco em 28 de abril de 1952, o Japão voltou a aderir como membro da comunidade internacional. Cuba foi um dos 49 signatários do Tratado de Paz de São Francisco, que foi ratificado por Cuba em 12 de agosto de 1952, e as relações diplomáticas entre os dois países foram oficialmente retomadas em 21 de novembro de 1952.
Em 1 de janeiro de 1959, uma força revolucionária liderada por Fidel Castro derrubou o regime de Fulgêncio Batista, que estava sob forte influência dos Estados Unidos e do capital ocidental, e estabeleceu um governo revolucionário em Cuba (Revolução Cubana). O Partido Comunista de Cuba, que havia sido reprimido pelo governo pró-americano e anticomunista de Batista, tornou-se o único partido governante do país e governou Cuba. Che Guevara, que esteve envolvido na revolução com Fidel, ficou insatisfeito com a realização da revolução em Cuba e depois viajou para a Bolívia para se dedicar a mais revolução, mas foi capturado pelas forças do regime de René Barrientos e fuzilado decreto presidencial sem julgamento.
Na época da Revolução Cubana, a estrutura da Guerra Fria já havia sido estabelecida na qual os campos capitalista e comunista lutavam entre si pelo poder, e os Estados Unidos, sob a administração de Dwight D. Eisenhower, o líder do capitalismo campo, ele não o fez. Saudamos o estabelecimento de um regime comunista em Cuba. Os Estados Unidos não se contentaram em não reconhecer o regime revolucionário e, em 1961, romperam relações diplomáticas com Cuba (restabelecidas em 2015, durante o segundo mandato da administração de Barack Obama), e tentaram derrubar o regime de Fidel Castro através do uso de forças militares. força e assassinato. No entanto, nenhum dos planos americanos para mudança de regime em Cuba funcionou, e o regime revolucionário cubano tentou sobreviver fortalecendo as relações com a União Soviética. No verão de 1962, o confronto Leste-Oeste entre os Estados Unidos e a União Soviética atingiu o seu clímax com a introdução de mísseis nucleares e dos seus sistemas de lançamento em Cuba, que recebeu ajuda militar da União Soviética. De Cuba ao estado americano da Florida são apenas cerca de 150 quilómetros, e os Estados Unidos, sob a administração de John F. Kennedy, recusaram-se categoricamente a permitir a construção de uma base de mísseis nucleares em Cuba. Em novembro do mesmo ano, o secretário-geral da União Soviética, Nikita Khrushchev, concordou em retirar os mísseis de Cuba, e a humanidade conseguiu evitar uma guerra nuclear (Crise dos Mísseis Cubanos). Apesar do grave conflito entre os Estados Unidos e Cuba, o Japão optou por manter relações amistosas com Cuba sem romper relações diplomáticas.
Em 20 de novembro de 1984, o então presidente do Partido Comunista do Japão, Tetsuzo Fuwa, manteve uma reunião com Fidel Castro em Havana, capital de Cuba. Neste momento, a Guerra Fria estava novamente a escalar, e países capitalistas como os Estados Unidos e o Japão condenaram a intervenção militar no Afeganistão pela União Soviética, líder do campo comunista, como uma invasão, enquanto os Estados Unidos também condenou a Nicarágua, onde um governo comunista acabara de ser estabelecido. Ele não teve medo de fornecer apoio militar aos rebeldes anticomunistas (Guerra Contra). Fidel fez uma série de perguntas sobre a situação política e industrial no Japão, ao mesmo tempo que expressou grande cautela em relação ao imperialismo norte-americano, que não hesitaria em interferir nos assuntos internos da Nicarágua, incluindo o apoio militar às forças anticomunistas, com o objectivo de, a fim de derrubar o regime comunista na Nicarágua. A reunião durou três horas e 15 minutos.

### Após o fim da Guerra Fria (1989–presente)
Em 25 de novembro de 2016, faleceu Fidel Castro, que governava Cuba desde 1959. No mesmo dia, o ministro das Relações Exteriores, Fumio Kishida, enviou pela primeira vez um telegrama de condolências ao ministro das Relações Exteriores, Bruno Rodríguez Parrilha. Em 28 de novembro, o Ministro das Relações Exteriores do partido no poder, Kishida, o Ministro de Estado das Relações Exteriores, Nobuo Kishi, o Ministro de Estado das Relações Exteriores, Kentaro Sonoura, e o Vice-Ministro Parlamentar das Relações Exteriores, Shunsuke Takei, visitaram a Embaixada de Cuba em Tóquio e expressaram suas condolências. Do partido de oposição, Kazuo Shii, que atua como presidente do Partido Comunista Japonês, pediu condolências à embaixada cubana. Da mesma forma, Tetsuzo Fuwa, do Partido Comunista Japonês, visitou a embaixada e escreveu: “A reunião de há 32 anos, em que discutimos o direito à autodeterminação de todos os povos, ainda está profundamente gravada no meu coração”. Também no dia 28 de novembro, Keiji Furuya, presidente japonês da Liga Parlamentar de Amizade com Cuba, foi a Cuba como enviado especial do primeiro-ministro e compareceu ao funeral ali realizado.